# Ceremonya
Ceremonya foi uma banda católica brasileira de rock cristão / White Metal, formada em 2003, por Danilo Lopes, ex-Eterna.

## História

### 2003 - inicio da banda
O Ceremonya nasceu em junho de 2003, fundado por Danilo Lopes (bateria e vocal), integrante da banda que acompanha o Padre Marcelo Rossi e ex-integrante da banda católica Eterna. Para formar o ministério, Danilo convidou o guitarrista e vocalista Demian Tiguez, integrante da banda Symbols, o tecladista Francis Botene e o multi-instrumentista Marcelo Fleming, também integrante da banda do Padre Marcelo Rossi, no baixo.

### 2004 - formações primeiras músicas, shows
Tendo gravado um CD de demonstração no início de 2004, que também contou com a participação do guitarrista e produtor Gustavo Carmo, o Ceremonya começou a fazer shows em 13 de junho de 2004, no Hallel Vale, em São José dos Campos e tocou em várias cidades pelo Brasil e também, no Hallel de Maringá, Hallel de Franca, Rock in Concert, Rock in Cristo e o Festival Modern Drummer 2004. A permanência de Gustavo Carmo no Ceremonya foi de cerca de nove meses, durante o ano de 2004.

### 2005/2006- consolidação da banda, mudanças na formação lançamento do CDSacramento da Cura
Em março de 2005 a canção "Sacramento da Cura" entra no repertório das missas do Padre Marcelo. Em abril a banda participa do evento de comemoração de quinze anos da gravadora católica CODIMUC, tocando uma canção de autoria de Danilo Lopes e Gustavo Carmo ("Thunder") e uma versão de "Sonda-me", lançadas em novembro do mesmo ano nos CDs e DVDs ao vivo, Um Só Coração, juntamente com cerca de trinta artistas de renome da cena católica. Durante o ano de 2005 e 2006, o Ceremonya realiza shows e pregações em inúmeras cidades, repetindo participações nos Hallels e outros shows.
Em outubro de 2006, o Ceremonya entra em estúdio para iniciar as gravações do CD Sacramento da Cura. Num período de quarenta e cinco dias a banda grava, mixa e masteriza o CD no estúdio Creative Sound em São Paulo com o amigo e produtor Ricardo Nagata. O disco fica pronto em 26 dezembro de 2006 e começa a ser distribuído em janeiro de 2007. O Cd contém a já conhecida "Sacramento da Cura" (que também faz parte do novo CD do Padre Marcelo Rossi, Minha Benção) e a canção "Na Língua dos Anjos", executada nas missas e no programa de rádio Momento de Fé, na rádio Globo AM, de Padre Marcelo Rossi.

### Participações em programas de TV (2007)
Em maio de 2007, a banda começa oficialmente a tour de divulgação do CD Sacramento da Cura. Visitando várias regiões do país, o ministério passa a assumir também a pregação, condução e animação de retiros, além dos shows de evangelismo. Sendo inclusa também, como atração de palco principal no Hallel de Paracatu, Hallel de Maringá e Hallel de Brasília de 2007. Em 2 de novembro de 2007, o Ceremonya participa do evento "Saudade, Sim! Tristeza, Não!", apresentado por Padre Marcelo Rossi, no Autódromo de Interlagos, em São Paulo, com mais de 2 milhões de pessoas.
No segundo semestre deste ano, o Ceremonya participa de importantes programas de TV católicos como Academia do Som, apresentado por Ricardo de Sá e Revolução Jesus, da TV Canção Nova, Momento de Fé, exibidos pela Rede Vida de Televisão, apresentados por Padre Marcelo Rossi e Dom Fernando e Louvemos ao Senhor transmitidos pela TV Século XXI, além do Programa Revolução Jesus Especial de Natal, também exibido pela TV Canção Nova. No programa da Rede TV Médico de Corpos e Almas, Danilo Lopes dá seu testemunho.

### Mudança de formação novo CD Ceremonya (2008-2010)
Entre abril e maio de 2008, saem do ministério Francis Botene e Demian Tiguez e em seus respectivos lugares entram Nei Medeiros, tecladista do Ministério de Música que acompanha o Padre Marcelo Rossi em suas missas e o guitarrista Roberto Barros, da cidade de Cubatão. Em abril de 2009, Roberto Barros, deixa o ministério por motivos de divergências musicais. Em seu lugar entra Thiago Melo, no mês de junho.
A partir da entrada de Thiago a banda pega firme na gravação das prés do CD novo, que é gravado em novembro e dezembro de 2009 no estúdio Paulinas COMEP juntamente com Paulo Anhaia. A mix e a master ficam a cargo de Ricardo Nagata no estúdio Creative Sound. Amigo da banda e responsável pela produção do primeiro CD, Ricardo também participou da produção de alguns trabalhos do Eterna, antiga banda em que Danilo esteve presente durante sete anos. Finalmente, o novo CD intitulado Ceremonya é lançado em junho de 2010.

### Premiações e mudanças na banda (2011)
Em 2011 a banda Ganhou o prêmio Troféu Louvemos pelo álbum Ceremonya, como melhor álbum de Rock Católico de 2010. Após isso a banda fez diversos shows em festivais importantes da música Católica/Cristã pelo Brasil. E no final de 2011 a banda faz mais uma mudança na sua formação: Thiago Melo deixa o posto de guitarrista para Gustavo Dübbern (atual) e junto dele a maior mudança na banda, um frontman: o posto fica a cargo de Irineu Frade.

### Mudanças de formação, shows e promessas de um novo álbum (2011-2015)
Em 2012 Marcelo Fleming, baixista da banda, deixa o grupo por motivos pessoais, sendo substituído por Régis Costa. No final de 2012, Régis deixa seu posto de baixista para Felipe Castro. Ainda no final de 2014 a banda resolveu acrescentar mais um guitarrista: Eduardo Zanchi. Porém, quase ao mesmo tempo que Eduardo entra na banda, Irineu e Felipe anunciam suas saídas, ambas por motivos pessoais, deixando o cargo de baixista para o já conhecido Régis, enquanto que o cargo de frontman até o presente momento continua vago.
A banda também anunciou em fevereiro de 2015 que entrará em estúdio para gravar o seu novo disco, sendo produzida pelos renomados músicos do Thrash Metal nacional Heros Trench e Marcelo Pompel, ambos do Korzus

### 2016 - Lançamento do CDA Vida Num Segundoe indicação aoLatin Grammy Academy.
Depois de alguns contratempos é lançado oficialmente no dia 25 de abril de 2016 o CD A Vida Num Segundo, com 11 faixas. Para marcar o lançamento do CD, a banda faz um show em SP no Teatro Paulo Apóstolo, com a presença de Marcello Pompeu (Korzus/Produtor do disco) e com Danilo Lopes assumindo o posto de "vocalista front-man".  Ainda naquele ano, a banda foi indicada ao Latin Grammy Academy em Las Vegas na categoria Melhor Álbum de Música Cristã (Língua Portuguesa). Ainda lançando o clipe Maluko que é um dos singles mais pesados da banda!

### 2017 - Shows, programas e saída do guitarrista Eduardo Zanchi e segundo prêmio Trofeu Louvemos.
Em 2017 a banda participou de vários programas da grade Católica na televisão e rádios, fazendo apresentações musicais onde ganharam muita notoriedade pela qualidade de sua música executada ao vivo, além de diversos show em varias regiões do país onde divulgam seu trabalho.
Em junho deste ano, pela segunda vez a banda ganha na categoria de Album Rock do Ano, agora com o disco A Vida Num Segundo, no Prêmio Nacional da Musica Católica, Trofeu Louvemos ao Senhor, transmitido em território nacional pela TV Canção Nova, Rede Vida e TV Seculo XXI.

## Integrantes

### Atuais
- Danilo Lopes - bateria e vocal
- Nei Medeiros - teclado
- Gustavo Dübbern - guitarra e violão
- Regis Costa - baixo

### Ex-Integrantes
- Demian Tiguez - guitarra
- Francis Botene - teclados
- Marcelo Fleming - baixo
- Felipe Castro - baixo
- Roberto Barros - guitarra
- Gustavo Carmo - guitarra
- Thiago Melo - guitarra
- Irineu Frade - vocal
- Eduardo Zanchi - guitarra e violão

## Discografia

### Álbuns de estúdio
- 2006 - Sacramento da Cura
- 2010 - Ceremonya
- 2016 - A Vida Num Segundo